# Stadthalle Reutlingen
Die Stadthalle Reutlingen ist eine Mehrzweck-Veranstaltungs- und Konzerthalle mit zwei Hauptsälen für bis zu rund 1700 bzw. 400 Zuschauer sowie weiteren Nebenräumen. Der Betrieb wird von der Stadthallen Betrieb GmbH durchgeführt.

## Lage
Das Gebäude grenzt unmittelbar westlich an die Reutlinger Altstadt und befindet sich dort auf dem Dreieck zwischen Eberhardtstraße, Konrad-Adenauer-Straße und dem linken (westlichen) Ufer der Echaz.

## Entstehungsgeschichte
Die Stadthalle soll in erster Linie die alte, baufällige, im Anschluss abgerissene Friedrich-List-Halle von 1938 ersetzen. Diese brannte im Zweiten Weltkrieg nieder und war 1947 in sehr einfacher Bauweise wiederaufgebaut worden. Erste Pläne, sie durch einen Neubau zu ersetzen, gehen bis in die 1980er-Jahre zurück.
2002 scheiterte der damalige Reutlinger Oberbürgermeister Stefan Schultes mit seinem Vorhaben eines „Kultur- und Kongresszentrums Reutlingen (KKR)“ in einem Bürgerentscheid. Im Folgejahr wurde er als Oberbürgermeister nicht wiedergewählt.
Nachdem 2006 ein zweiter Bürgerentscheid den Beginn der Planungen zu einer neuen Stadthalle bestätigte, folgte der städtebauliche Ideenwettbewerb „Bruderhausgelände – Neue Stadthalle“. Daran schloss sich dann der Realisierungs- bzw. Architekturwettbewerb für die neuen Stadthalle an. Im Jahre 2008 gewann der Architekt Max Dudler diesen Realisierungswettbewerb.
Im gleichen Jahr beschloss der Gemeinderat den Bau der Stadthalle Reutlingen. Am 6. November 2009 erfolgte der Ersten Spatenstich, am 2. Juli 2010 wurde der Grundstein gelegt. Dabei wurde im Beisein von über 500 Bürgern und zahlreichen Ehrengästen auch eine Zeitkapsel mit etwas Kleingeld, den Bauplänen der Stadthalle, dem Baubeschluss des Gemeinderats, aktuellen Ausgaben lokaler Tageszeitungen, einem Pressespiegel zur Stadthalle, sowie der Urkunde zur Grundsteinlegung mit eingemauert.
2011 genehmigte der Reutlinger Gemeinderat zusätzliche Wünsche des Geschäftsführers der Stadthallen Betrieb-GmbH Volker Schmidtke. So wurden die Zusatzkosten für die Ausweitung der Sitzplatz-Kapazität auf 1800 Plätze zusätzliches Bühnen-Equipment und mehr Raum für eine Konferenznutzung der Halle für knapp 1 Million Euro beschlossen. Maximal 1.691 Plätze wurden es schließlich tatsächlich.
Im Jahre 2012 beschloss der Gemeinderat dann den Abbruch der nun nicht mehr benötigten Listhalle für die Zeit im Anschluss an die Eröffnung der Stadthalle.
Den ersten Auftritt in der Konzerthalle überhaupt hatte am 5. Dezember 2012 das Say Jazz Quartett im Rahmen eines Testkonzerts für Technik und Logistik, bei dem etwa 300 unbezahlte Komparsen an der Erprobung des Zugangsbereichs, des Foyers und des Zuschauerraums des Kleinen Saals mitwirkten.
Das Bauwerk wurde am 5. Januar 2013 eröffnet, zum Jahreswechsel einige Tage zuvor fand dort mit dem Silvesterball bereits die erste öffentliche Veranstaltung statt.

## Bauwerk

### Großer Saal
Der große Konzertsaal hat einen frei bestuhlbaren Zuschauerraum mit einstellbarer Neigung der Bodenfläche.

Auf 916 m² bietet dieser variabel Platz; bei ebener Fläche für bis zu 1691 Sitzplätze, bei geneigter Fläche für bis zu 1427 Sitzplätze.
Die Akustik besitzt Konzerthaus-Standard.

### Kleiner Saal
Der kleine Kammermusiksaal hat einen frei bestuhlbaren Zuschauerraum.

Auf einer Fläche von 310 m² bietet dieser variabel Platz für bis zu 416 Sitzplätze.
Er ist in zwei bis vier Einzelräume abteilbar.

### Nebenräume
Weiterhin bestehen insgesamt zehn, teils abteilbare Tagungs- und Besprechungsräume mit je 21 bis 84 Sitzplätzen auf 22 bis 67 m² Fläche sowie das sogenannte „Künstlerfoyer“, das auf einer Fläche von 102 m² mit bis zu 91 Sitzplätzen bestuhlbar ist.
Foyer: 1978 m²

Künstlerbereich: 355 m²

Tiefgarage: 212 Stellplätzen auf zwei Etagen

## Nutzung

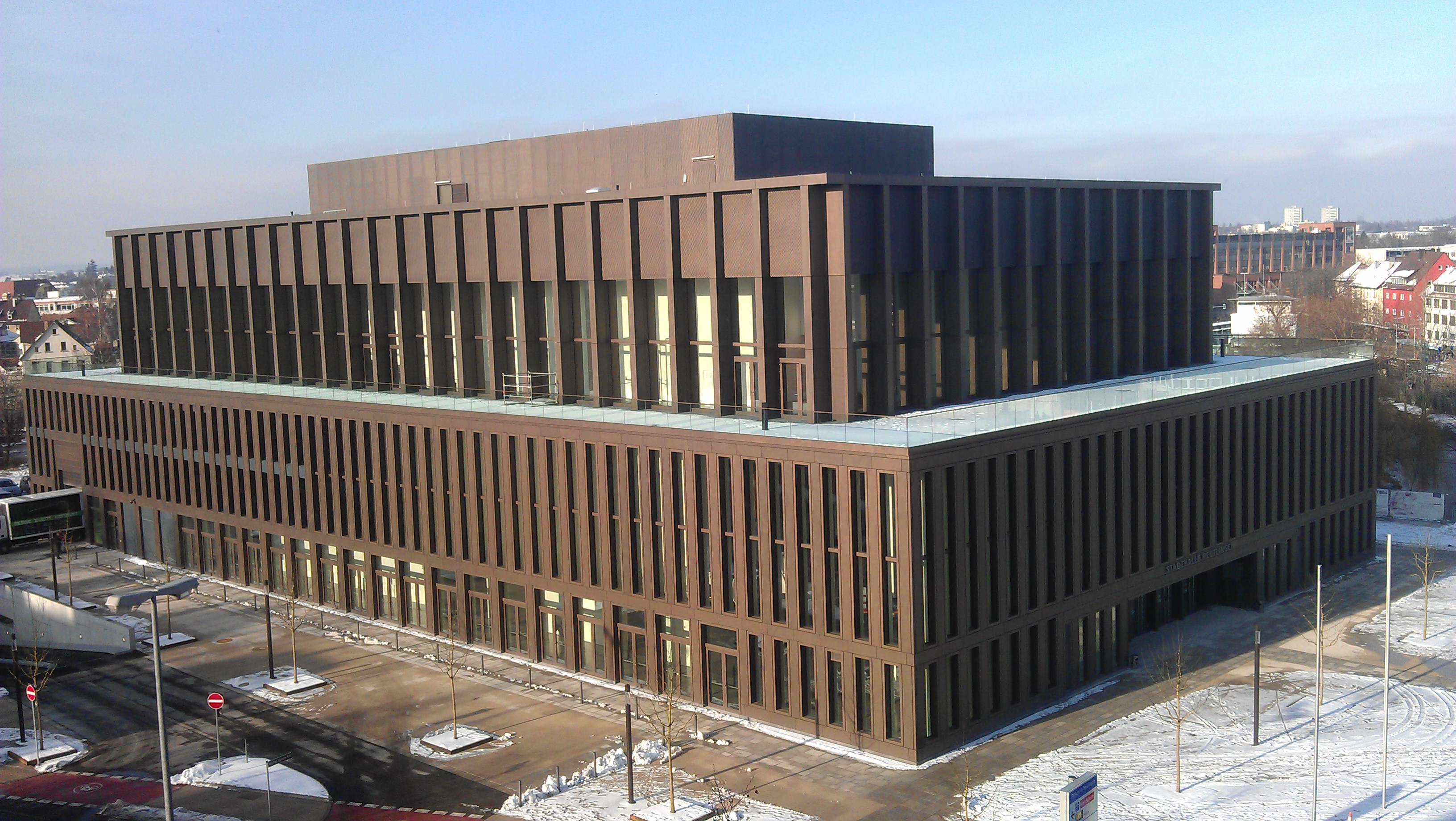

- Hauptspielstätte der Württembergischen Philharmonie Reutlingen
- Konzerte und Vorträge
- Messen und Kongresse